# OBS杵築ラジオ放送所
OBS杵築ラジオ放送所（オービーエスきつきラジオほうそうじょ）は、大分県杵築市に存在する、大分放送のAMラジオ放送の送信所の略称である。

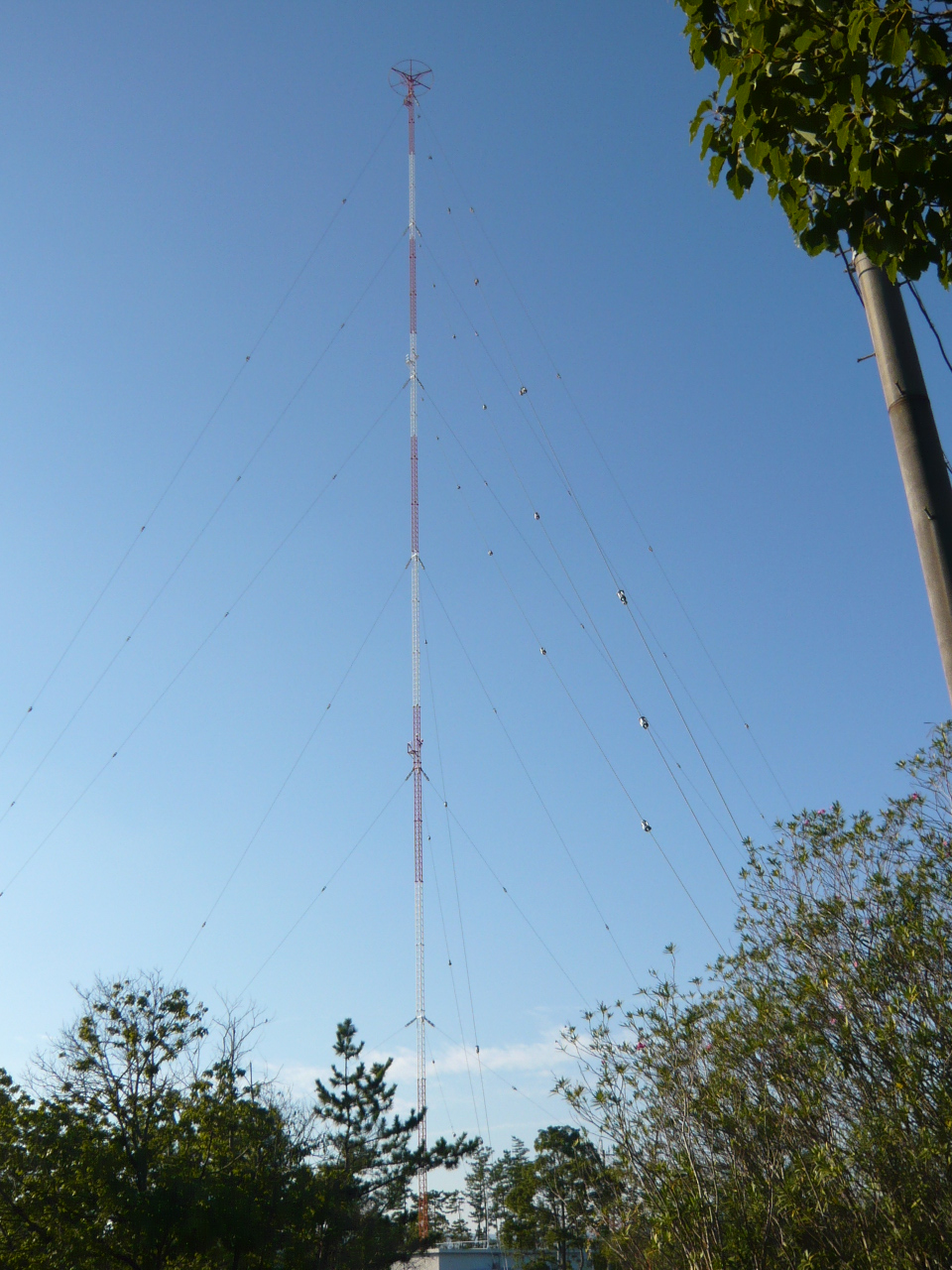
OBS杵築ラジオ放送所

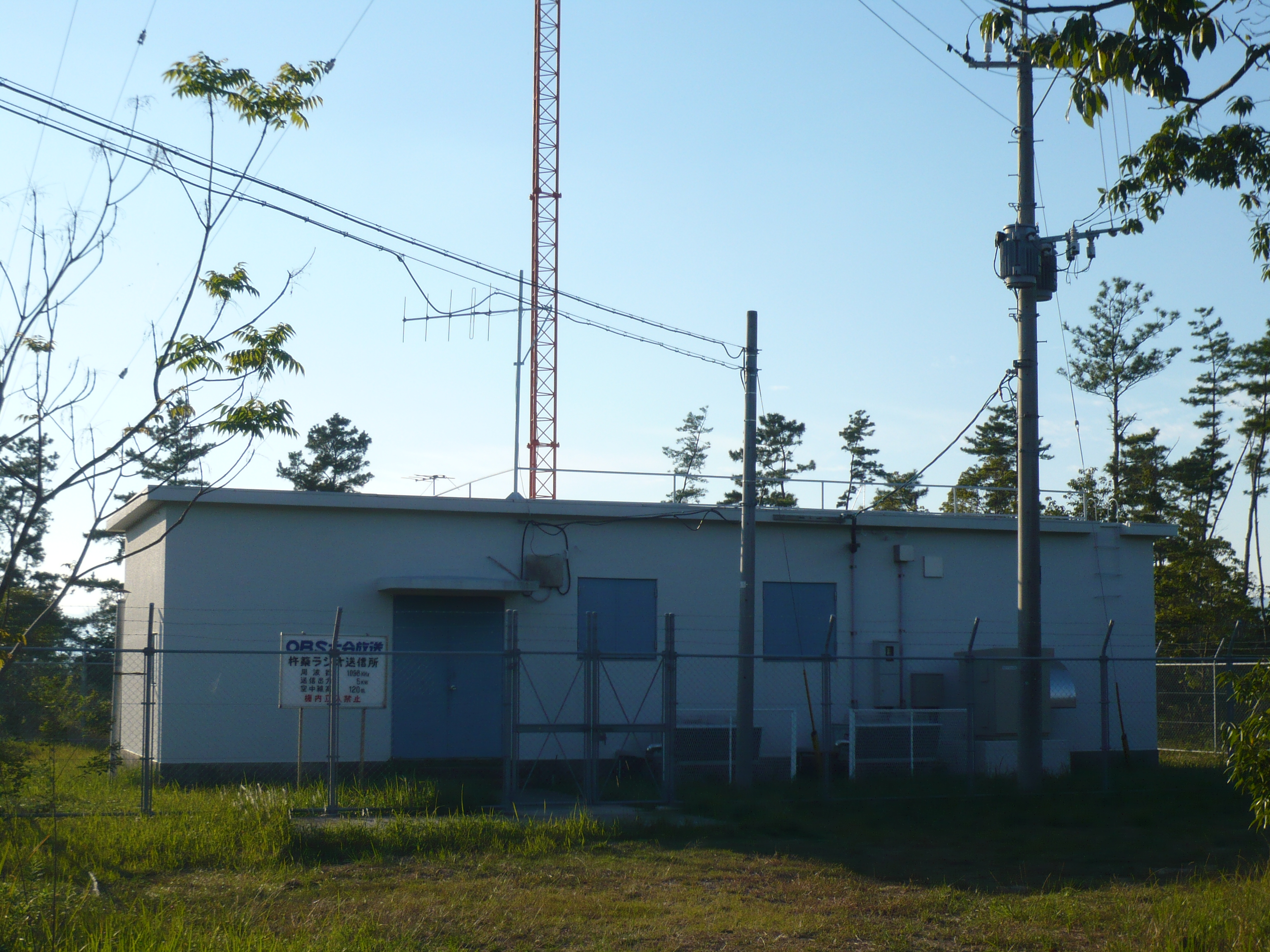
OBS杵築ラジオ放送所局舎

## 概要
- 国東半島の入口の杵築市（住吉浜リゾートパークのゴルフ場内）に親局送信所があるため、大分県以外でも、隣県の山口、愛媛の両県はもとより、遠く広島市中心部や兵庫県南西部など瀬戸内海一円で日中の聴取が可能である。ただし夜間となれば、同じ1098kHzのラジオ福島や信越放送、韓国放送公社（KBS）晋州放送局などと混信し、大分県外では聴きづらくなることがある。

## 送信設備

### AMラジオ放送
| 放送局名 | コールサイン | 周波数  | 空中線電力 | 放送対象地域 | 放送区域内世帯数 |
| -------- | ------------ | ------- | ---------- | ------------ | ---------------- |
| 大分放送 | JOGF         | 1098kHz | 音声5kW    | 大分県       | 約-世帯          |

- 所在地：大分県杵築市守江字町中1166-1
- 1967年9月1日から現在地からの送信を開始。
- 送信機はNEC製と東芝製を使用している。